# Олин, Томми
То́мми Карл-Гу́стаф О́лин (швед. Tommy Karl-Gustaf Olin; род. 4 июля 1962) — шведский кёрлингист и тренер по кёрлингу.

## Карьера
Играл в основном на позиции второго.

## Команды
| Сезон   | Четвёртый        | Третий            | Второй            | Первый           | Запасной                                 | Турниры            |
| ------- | ---------------- | ----------------- | ----------------- | ---------------- | ---------------------------------------- | ------------------ |
| 1983—84 | Пер Карлсен      | Ян Страндлунд     | Томми Олин        | Олле Хоканссон   |                                          | ЧШМ 1984           |
| 1984—85 | Пер Карлсен      | Ян Страндлунд     | Томми Олин        | Олле Хоканссон   |                                          | ЧЕ 1984 (7 место)  |
| 1991—92 | Пер Карлсен      | Хенрик Хольмберг  | Томми Олин        | Стефан Ларссон   | Олле Хоканссон                           | ЧШМ 1992           |
| 1992—93 | Пер Карлсен      | Хенрик Хольмберг  | Томми Олин        | Олле Хоканссон   | Микаэль Норберг                          | ЧЕ 1992            |
| 1998—99 | Пер Карлсен      | Микаэль Норберг   | Томми Олин        | Никлас Берггрен  | Ян Страндлунд тренер: Стефан Ларссон     | ЧМ 1999 (9 место)  |
| 2001—02 | Пер Карлсен      | Микаэль Норберг   | Томми Олин        | Никлас Берггрен  | Томас Норгрен тренер: Олле Хоканссон     | ЧМ 2002 (8 место)  |
| 2008—09 | Пер Карлсен      | Микаэль Норберг   | Томми Олин        | Никлас Берггрен  |                                          |                    |
| 2015—16 | Томми Олин       | Микаэль Юнгберг   | Андерс Лёф        | Пер Карлсен      | Dan Carlsén                              | ЧШВ 2016           |
| 2017—18 | Пер Карлсен      | Дан-Ола Эрикссон  | Фредрик Хальстрём | Никлас Берггрен  | Томми Олин                               | ЧШВ 2018 (4 место) |
| 2018—19 | Пер Нурен        | Пер Карлсен       | Фредрик Хальстрём | Томми Олин       | Дан-Ола Эрикссон тренер: Никлас Берггрен | ЧМВ 2019 (5 место) |
| 2024—25 | Дан-Ола Эрикссон | Фредрик Хальстрём | Томми Олин        | Рикард Хальстрём | Пер Карлсен тренер: Никлас Берггрен      | ЧМВ 2025 (9 место) |

(скипы выделены полужирным шрифтом)

## Результаты как тренера национальных сборных
| Год  | Турнир                                       | Сборная          | Место |
| ---- | -------------------------------------------- | ---------------- | ----- |
| 2010 | Чемпионат мира по кёрлингу среди мужчин 2010 | Швеция (мужчины) | 8     |

## Достижения
- Чемпионат Европы по кёрлингу: серебро (1992).
- Чемпионат Швеции по кёрлингу среди мужчин: золото (1984, 1992, 2006).
- Чемпионат Швеции по кёрлингу среди ветеранов: бронза (2016).

- Серебряный призёр чемпионата Европы (1992), двукратный чемпион Швеции среди мужчин (1984, 1992).

- В 2002 введён в Зал славы шведского кёрлинга[англ.] (швед. Stora Curlare).[6]